# Ronaldo Vargas
Ronaldo da Gama Vargas, mais conhecido como Roni (Canoas, 5 de junho de 1976) é um remador brasileiro.
Iniciou no remo por influência de seu irmão mais velho, Jurandir da Gama Costa, que na época era remador do Grêmio Foot-Ball Porto Alegrense.[carece de fontes?]
Integrou a delegação nacional que disputou os Jogos Pan-Americanos de 2011 em Guadalajara, no México.